# Anderson (Alaska)
Anderson és una població dels Estats Units a l'estat d'Alaska. Segons el cens del 2007 tenia 274 habitants.

## Demografia
Segons el cens del 2000, Anderson tenia 367 habitants, 101 habitatges, i 74 famílies La densitat de població era de 3 habitants/km².
Dels 101 habitatges en un 40,6% hi vivien nens de menys de 18 anys, en un 56,4% hi vivien parelles casades, en un 10,9% dones solteres, i en un 26,7% no eren unitats familiars. En el 20,8% dels habitatges hi vivien persones soles el 20,8% de les quals corresponia a persones de 65 anys o més que vivien soles. El nombre mitjà de persones vivint en cada habitatge era de 2,6 i el nombre mitjà de persones que vivien en cada família era de 3,05.
Per edats la població es repartia de la següent manera: un 21% tenia menys de 18 anys, un 12% entre 18 i 24, un 42% entre 25 i 44, un 22,6% de 45 a 60 i un 2,5% 65 anys o més.
L'edat mediana era de 33 anys. Per cada 100 dones hi havia 175,9 homes. Per cada 100 dones de 18 o més anys hi havia 187,1 homes.
La renda mediana per habitatge era de 58.750 $ i la renda mediana per família de 62.188 $. Els homes tenien una renda mediana de 31.641 $ mentre que les dones 23.750 $. La renda per capita de la població era de 23.837 $. Aproximadament el 15,6% de les famílies i el 17,6% de la població estaven per davall del llindar de pobresa.

## Poblacions més properes
El següent diagrama mostra les poblacions més properes.